# Habenaria kraenzliniana
Habenaria kraenzliniana är en orkidéart som beskrevs av Rudolf Schlechter. Habenaria kraenzliniana ingår i släktet Habenaria och familjen orkidéer. Inga underarter finns listade i Catalogue of Life.